# Я, ты, он, она (фильм, 1974)
«Я, ты, он, она» (фр. Je, tu, il, elle) — драма 1976 года режиссёра Шанталь Акерман.

## Сюжет
«Я» — это женщина, добровольно запершаяся в комнате. «Ты» — это сценарий. «Он» — водитель грузовика. «Она» — подруга.
На протяжении месяца женщина пытается разобраться с разрывом отношений. Она запирается в комнате, ест только сахарный песок, дважды перекрашивает стены, избавляется от мебели, пишет и переписывает письмо к любовнице.
Весь сахар съеден. Она голодна и выходит на улицу. Остановив грузовик, просит подвезти её. Вместе с водителем они едут по дороге, останавливаясь у закусочных и кафе.
Женщина приезжает в квартиру любовницы, та просит её уйти. Женщина говорит, что голодна, и любовница кормит её и разрешает остаться на ночь. Ночью они занимаются любовью.

## В ролях
| В ролях         |  | Персонаж           |
| --------------- |  | ------------------ |
| Шанталь Акерман |  | Жюли               |
| Нильс Ареструп  |  | Водитель грузовика |
| Клер Ватьон     |  | Подруга            |

## Съёмочная группа
- Сценаристы: Шанталь Акерман, Эрик Де Кейпер, Поль Пакуай
- Режиссёр: Шанталь Акерман
- Операторы: Бенедикт Делесаль, Рене Дюпон, Шарлот Цловак